# L'incubo di Hill House
L'incubo di Hill House (The Haunting of Hill House, 1959, noto in Italia anche come La casa degli invasati) è il più celebre romanzo gotico dell'orrore della scrittrice statunitense Shirley Jackson (1916-1965). Finalista per il National Book Award, è considerata una tra le migliori storie di fantasmi pubblicate del XX secolo. Piuttosto di fare affidamento sugli strumenti della letteratura dell'orrore, il romanzo muove sul terrore elicitato nel lettore, usando la complessa relazione che si instaura tra i misteriosi avvenimenti nella casa e la psiche dei personaggi.
Il libro è dedicato a Leonard Brown, il professore d'Inglese della Jackson alla Syracuse University.

## Trama
(Shirley Jackson, incipit de L'incubo di Hill House, traduzione di Monica Pareschi)
Protagonista del romanzo è Eleanor Vance, una ragazza che da bambina è stata protagonista di un fenomeno di poltergeist e che per questo è stata chiamata da un certo professor Montague, un antropologo interessato ai fenomeni paranormali, a trascorrere l'estate a Hill House, una casa che si suppone infestata. Montague, convinto infatti che la presenza di alcuni sensitivi possa catalizzare meglio le presenze soprannaturali della casa, ha convocato diverse persone, tutte protagoniste a vario titolo di eventi paranormali; all'appuntamento, tuttavia, si presentano solo Eleanor e Theodora, giovane artista spregiudicata e anticonformista – di cui la Jackson suggerisce tra le righe un orientamento omosessuale – che ha manifestato poteri ESP. Completa il quartetto Luke Sanderson, ultimo erede dei proprietari di Hill House, un giovanotto spensierato e attraente che ha il compito di vigilare sulla proprietà.
Eleanor ha trascorso la giovinezza ad accudire la madre inferma. Ora che la madre è morta (una morte di cui Eleanor tende a colpevolizzarsi, avendola forse inconsciamente causata per non essersi svegliata la notte in cui la madre era morta), vive con la sorella e il cognato, una gretta coppia piccolo-borghese che non le lascia alcuna autonomia. Eleanor, per cui l'invito del professor Montague rappresenta la prima possibilità di andarsene di casa dopo una giovinezza infelice, ruba la macchina della sorella e si dirige a Hill House. Eleanor ha un carattere tenero e dolce e una natura sognante: incapace di confrontarsi col prossimo e con forti problemi di relazioni, tende tuttavia a racchiudersi in un mondo suo, inventando menzogne su di sé e sul proprio passato. Così, quando incontra Theodora e Luke, mentre crede da un lato di aver trovato finalmente degli amici e la possibilità di vivere una vita normale, dall'altro sviluppa con loro una relazione gelosa e piena di fobie, a cui non è forse estranea un'attrazione erotica (parzialmente ricambiata) nei confronti di Theodora.
Intanto, Hill House, sotto l'apparenza di normalità, si svela un luogo da incubo: la casa è costruita in modo strano, con impercettibili scarti nelle proporzioni e nelle inclinazioni di piani e angoli da generare fenomeni bizzarri, dalle porte che si chiudono senza che nessuno le tocchi a vaghi sentimenti di spaesamento e malessere generati da giochi ottici. Parallelamente, iniziano a verificarsi fenomeni paranormali: poltergeist, scritte sui muri che chiamano Eleanor, voci, presenze, apparizioni spettrali. La Jackson non ricorre mai a facili effetti splatter o horror: i fenomeni di Hill House generano un'inquietudine sottile, che conduce gradatamente i protagonisti a esasperare le loro tensioni, ed Eleanor alla pazzia, anche perché quest'ultima sembra l'oggetto delle attenzioni delle presenze che abitano l'edificio.
La sanità mentale della donna è messa alla prova ulteriormente quando la moglie del professor Montague raggiunge il gruppo, accompagnata dal suo collega (e forse amante) Arthur. La donna, a differenza del marito che mantiene una certa razionalità di fondo, è pienamente convinta dell'esistenza dei fantasmi e pensa di essere una medium, tanto da utilizzare continuamente una planchette per tentare di mettersi in contatto con loro. La donna segnala delle attività soprannaturali intorno a Eleanor e dice che ella "disturberebbe" con la sua sola presenza i suoi tentativi di contatto. Probabilmente ciò è solo dovuto al fatto che Mrs. Montague ritenga Eleanor la più debole del gruppo o la più suggestionabile, ma le conseguenze del suo accanimento si rivelano fatali.
Una notte, infine, Eleanor impazzisce definitivamente: inizia a battere colpi sulle porte e rischia anche di morire arrampicandosi su una scala malferma. Montague, Luke e Theodora decidono dunque di allontanarla: Eleanor, tuttavia, sente che ormai la casa è sua, che la casa la vuole, e – del resto – non ha altro posto dove andare, dato che ha rubato l'auto della sorella e non ha più una casa sua. Come trascinata da una determinazione soprannaturale, Eleanor prende la macchina e si schianta intenzionalmente, morendo, contro un albero, e il romanzo si conclude con le stesse parole con cui si era aperto: se non c'era un fantasma prima, c'è ora, ed è la stessa Eleanor che si aggira sola per le stanze di Hill House.

## Opinioni sul finale
L'incubo di Hill House è un'opera di horror elegante e raffinato, costruita con uno stile allusivo e mai esplicito: in particolare, il finale è aperto a diverse interpretazioni.
Si può pensare, infatti, che i fenomeni di Hill House siano frutto della suggestione derivata dal luogo: Eleanor, già prostrata psicologicamente, impazzisce e si uccide, mentre i fenomeni verificatisi in precedenza non sarebbero altro che allucinazioni collettive generate dall'atmosfera tetra della casa e dalle sue proporzioni distorte. Costruito – come Il giro di vite – sulla scia dei racconti fantastici ottocenteschi analizzati da Cvetan Todorov, L'incubo di Hill House lascia dunque aperto uno spiraglio a un'interpretazione "razionale" degli eventi inspiegabili.
Viceversa, se si accetta l'interpretazione soprannaturale, è possibile che le "presenze" di Hill House abbiano chiamato a sé Eleanor, fra i quattro la più suggestionabile: è possibile tuttavia una lettura ulteriore dell'opera, e cioè che la casa ed Eleanor siano inestricabilmente legate, e che Eleanor sia fin dall'inizio – in una logica spazio-temporale che esclude il "prima" e il "dopo", la causa e l'effetto – il fantasma di Hill House. Nella notte in cui impazzisce, Eleanor produce nella sua follia gli stessi fenomeni che gli altri, ed Eleanor stessa, avevano avvertito nelle notti precedenti: la precedente proprietaria aveva udito qualcuno muoversi per la casa, la notte, facendo ciò che Eleanor stessa avrebbe fatto decenni dopo. La casa chiama dunque a sé Eleanor perché Eleanor è già sua: Eleanor infesta da secoli Hill House, inestricabilmente avvinta alla casa in una dimensione a-temporale.

## Influenza culturale
L'incubo di Hill House ha conosciuto subito una grande fortuna ed è unanimemente considerato un capolavoro della narrativa horror e non solo, spesso avvicinato a Il giro di vite di Henry James per affinità di temi e di soluzioni narrative. Un estimatore del libro fu Ray Bradbury. Nel suo saggio Danse macabre, Stephen King ha trattato diffusamente del romanzo, dichiarandolo come una delle sue maggiori influenze.
Il libro ha avuto due adattamenti cinematografici, nel 1963 e nel 1999, entrambi col titolo The Haunting: il secondo, in particolare, si discosta notevolmente dal testo della Jackson, accentuando la componente omoerotica della figura di Theodora nei suoi rapporti con Eleanor.
A lungo noto in Italia come La casa degli invasati, L'incubo di Hill House è stato restituito al suo titolo originale (per quanto Haunting non significhi letteralmente "incubo", bensì "infestazione") dalla nuova edizione realizzata nel 2004 dalla casa editrice Adelphi.

## Adattamenti

### Cinema
- Gli invasati (The Haunting), di Robert Wise (1963)
- Haunting - Presenze (The Haunting), di Jan de Bont (1999)

### Televisione
- Hill House (The Haunting of Hill House), prima stagione della serie televisiva antologica The Haunting creata e diretta da Mike Flanagan (2018)

## Edizioni italiane
- Shirley Jackson, La casa degli invasati, collana I libri della paura 10, traduzione di Franco Giambalvo, Milano, SIAD, 1979.
- Shirley Jackson, La casa degli invasati, collana Oscar horror 2, traduzione di Antonio Ghirardelli, introduzione di Giuseppe Lippi, Milano, A. Mondadori, 1989, ISBN 88-04-32017-6.
- Shaun Hutson, Shirley Jackson, Inverno horror 1993, traduzione di Vittorio Curtoni, Antonio Ghirardelli, contiene Assassin di Shaun Hutson e La casa degli invasati di Shirley Jackson, Milano, A. Mondadori, 1993.
- Shirley Jackson, L'incubo di Hill House, Milano, Mondolibri, 2004.
- Shirley Jackson, L'incubo di Hill House, collana Fabula 158, traduzione di Monica Pareschi, Milano, Adelphi, 2004, 2013 (2ª ed.), ISBN 978-88-459-1874-2.
- Shirley Jackson, L'incubo di Hill House, collana Gli Adelphi 503, traduzione di Monica Pareschi, Milano, Adelphi, 2016, ISBN 978-88-459-3095-9.